# Пимпирев ледник
Пимпирев ледник (на английски: Pimpirev Glacier) в Антарктика е с размери 5,5 км от запад-югозапад на изток-североизток и 1,8 км в от север-северозапад на юг-югоизток на остров Ливингстън.
Разположен източно от ледник Камчия, югоизточно от ледник Тунджа, югозападно от ледник Съединение и западно от ледник Перуника. Оттича се в посока юг-югоизток в Южния залив по протежение на Пимпирев бряг между нос Ереби на запад-югозапад и северния ъгъл на залива Емона на изток-североизток.
Координатите му са: 62°36′25″ ю. ш. 60°25′00″ з. д. / 62.606944° ю. ш. 60.416667° з. д..
Получава името си от Пимпирев скат, праволинеен разсед в ледника. Името е официално дадено на 4 ноември 2005 г.
Българско топографско проучване през 1995/1996 г. и Тангра 2004/05. Испанско картографиране от 1991 г., българско от 1996, 2005, 2009 и 2012 г.

## Карти
- Л.Л. Иванов, Livingston Island: Central-Eastern Region. Топографска карта в мащаб 1:25000. Sofia: Antarctic Place-names Commission of Bulgaria, 1996
- L.L. Ivanov et al, Antarctica: Livingston Island, South Shetland Islands (from English Strait to Morton Strait, with illustrations and ice-cover distribution), 1:100000 scale topographic map, Antarctic Place-names Commission of Bulgaria, Sofia, 2005
- Л. Иванов. Антарктика: Остров Ливингстън и острови Гринуич, Робърт, Сноу и Смит. Топографска карта в мащаб 1:120000. Троян: Фондация Манфред Вьорнер, 2009. ISBN 978-954-92032-4-0
- Л. Иванов. Карта на остров Ливингстън. В: Иванов, Л. и Н. Иванова. Антарктика: Природа, история, усвояване, географски имена и българско участие. София: Фондация Манфред Вьорнер, 2014. с. 18-19. ISBN 978-619-90008-1-6